# John Gifford Bellett
John Gifford Bellett (* 19. Juli 1795 in Dublin; † 10. Oktober 1864 ebenda) war ein irischer Prediger und Autor der Brüderbewegung.

## Leben
Bellett war der älteste Sohn einer wohlhabenden anglo-irischen Familie. Er besuchte zunächst die Grundschule in Taunton (seine Großmutter lebte in Somerset), dann die Grammar School in Exeter und ab 1815 das Trinity College in Dublin, wo er John Nelson Darby kennenlernte. Hier erlebte er auch 1817 eine Bekehrung. Von 1819 bis 1821 studierte er in London Rechtswissenschaft. 1821 wurde er in Dublin als Rechtsanwalt zugelassen, gab seinen Beruf jedoch bald zugunsten einer Laienpredigertätigkeit in der anglikanischen Kirche auf. 1825 heiratete er Mary Drury (1795/96–1863), eine Tochter von Admiral William O’Bryen Drury (1754–1811). Das Ehepaar bekam sechs Kinder, von denen nur die Tochter Letitia (genannt Letty, 1832/33–1918) das Erwachsenenalter erreichte.
Ende 1826 oder Anfang 1827 lernte Bellett den angehenden Missionar Anthony Norris Groves kennen, der ihm im Frühjahr 1827 vorschlug, in kleinem, häuslichem Kreis das Abendmahl zu feiern. Im Winter 1827/28 stieß auch John Nelson Darby zu dieser Gruppe hinzu; er wurde einer der engsten Freunde Belletts. Nachdem sie sich Ende 1829 mit einem ähnlich gearteten Hauskreis um den Arzt Edward Cronin zusammengeschlossen hatten, zogen sie im Mai 1830 in einen öffentlichen Saal um und bildeten so die erste Gemeinde der Brüderbewegung.
Von nun an widmete sich Bellett ganz dem Abhalten von Bibelstunden, der Seelsorge und dem Schreiben von erbaulichen Büchern und Artikeln. In der 1834 gegründeten ersten Zeitschrift der Brüderbewegung, The Christian Witness, war er der produktivste Autor. 1834/35 unternahm er mit Darby eine Predigtreise durch den Südwesten Irlands, wo sie eine Reihe von Hauskreisen antrafen, die sich nach denselben Prinzipien versammelten wie die Gemeinde in Dublin.
Von 1846 bis 1848 lebte die Familie Bellett wegen einer Erkrankung ihres Sohnes John (1829–1848) im englischen Kurort Bath. In diese Zeit fielen die Streitigkeiten zwischen Darby, Benjamin Wills Newton und Georg Müller, die zur Trennung der Brüderbewegung in „offene“ und „geschlossene Brüder“ führten. Bellett versuchte zunächst einen mäßigenden Einfluss auszuüben, stellte sich dann aber doch schweren Herzens auf die Seite Darbys und der „geschlossenen Brüder“. Da sich seine Heimatgemeinde in Dublin dem „offenen“ Flügel angeschlossen hatte, kehrte er erst 1854 nach Dublin zurück, um eine neue, „geschlossene“ Gemeinde zu gründen. Privat pflegte er aber auch mit den „offenen Brüdern“ weiterhin Kontakt.
An der irischen Erweckungsbewegung 1859 nahm Bellett lebhaften Anteil; bis zu seinem Tod hielt er wöchentliche Bibelstunden für die Neubekehrten ab. Er starb im Alter von 69 Jahren, etwa ein Jahr nach seiner Frau Mary.

## Schriften
Ein Verzeichnis von Belletts Schriften findet sich im Katalog des Christian Brethren Archive (Universitätsbibliothek Manchester). In deutscher Übersetzung erschienen u. a.:
- Die Herrlichkeit Jesu Christi unseres Herrn in Seiner Menschheit. R. Brockhaus, Elberfeld 41891, 51907. Neuausgabe: Die Herrlichkeit unseres Herrn Jesus Christus in Seiner Menschheit. Ebd. 61926. Neuausgabe: Die Herrlichkeit Jesu Christi unseres Herrn als Mensch. Ernst-Paulus-Verlag, Neustadt an der Weinstraße 1965.
- Der Sohn Gottes. R. Brockhaus, Elberfeld 1894, 21907. Neuausgabe: Ernst-Paulus-Verlag, Neustadt an der Weinstraße 1953.
- Elisa. Kurze Betrachtungen über 2. Kön. 2–13. R. Brockhaus, Elberfeld 1897.
- Die geöffneten Himmel. Kurze Gedanken über den Brief an die Hebräer. R. Brockhaus, Elberfeld 1901. Neuausgabe: Ernst-Paulus-Verlag, Neustadt an der Weinstraße 1954.
- Die Welt vor der Flut und die Patriarchen. R. Brockhaus, Elberfeld 1925.
- Betrachtung über das Evangelium nach Johannes. Christliche Schriftenverbreitung, Hückeswagen 21978.
- Betrachtung über das Evangelium nach Lukas. Christliche Schriftenverbreitung, Hückeswagen 1979.
- Gedanken zum Brief an die Epheser. Ernst-Paulus-Verlag, Neustadt an der Weinstraße 1984.